# Самнітські війни
Перша, друга та третя Самнітські війни — боротьба між Римською республікою та самнітами, яка тривала від 343 р. до н. е. до 290 р. до н. е. У ході першої війни самніти зазнали поразки від римських легіонів. У ході другої війни римляни потрапили в засідку, влаштовану самнітами, і були змушені здатися. Унаслідок третьої війни Самнітська федерація припинила своє існування і римляни відібрали у них частину земель. Війни поширилися на народи на схід, на північ і захід від Самнію, а також на народи Центральної Італії (етрусків, умбріїв тощо). Самніти були одними з найбільших ворогів Стародавнього Риму.

## Перша самнітська війна

### Передумови
Самніти зажадали союзу з Римом. Сенат дав самнітським послам схвальну відповідь і вони за договором (джерела не перераховують узгоджених умов) у 354 р. до н. е. були прийняті до числа союзників. Навряд чи можна припустити, що в союз вступила загалом Самнітська федерація, радше, це була західна група (самніти були федерацією чотирьох племен, які жили в горах на схід від Кампанії), яка займала басейн р. Ліріс, адже такий масштаб зовнішньої політики в цю епоху був ще неможливий ні для Риму, ні для самнітів. Причиною цього союзу могла бути спільна загроза галлів, які продовжували свої набіги; а також, ймовірно, римляни хотіли його використати для боротьби з новим рухом латинів; самніти, своєю чергою, бажали забезпечити нейтралітет Риму у своїх військових діях проти кампанійців.
Згідно з Лівієм, перша Самнітська війна розпочалася тому, що самніти, користуючись перевагою сил, напали на плем'я сідіцині, яке жило на північ від Кампанії. Вони просять допомоги в кампанійців, проте кампанійці не могли бути захистом, тому сідіцині були розбиті. Спочатку самніти захопили пагорби Тіфата, звідки відкрився вид на Капую (головне місто Кампанії) і в 343 р. до н. е. пройшли між пагорбами й Капуєю. Там вони знову розбили компанійців і загнали їх у стіни Капуї, внаслідок чого кампанійці були змушені просити допомоги в Риму. У Рим прибуло посольство з Капуї, яке запропонувало союз та просило допомоги в боротьбі з самнітами. Знаючи про спільний союз між римлянами та самнітами, кампанійці заявили: «…Адже договором із самнітами не передбачено, щоб ви не укладали нових договорів». Сенатори були вражені тим, наскільки мінливі людські долі, якщо цей могутній і багатий народ, знаменитий розкішшю, у кого ще недавно сусіди просили захисту, виявився зламаний настільки, що себе самого й усе своє надбання віддає під чужу владу. Отож кампанійці повністю віддалися під захист Риму. До самнітів негайно було відправлено посольство з проханням не займати нових «підданих» римського народу. Натомість самніти дали дуже грубу відповідь посольству й наказали загонам грабувати Кампанію. У цей момент союз між римлянами і самнітами був остаточно розірваний і римський уряд оголосив самнітам війну.

### Перебіг подій

Мапа Італії 400 до н. е.

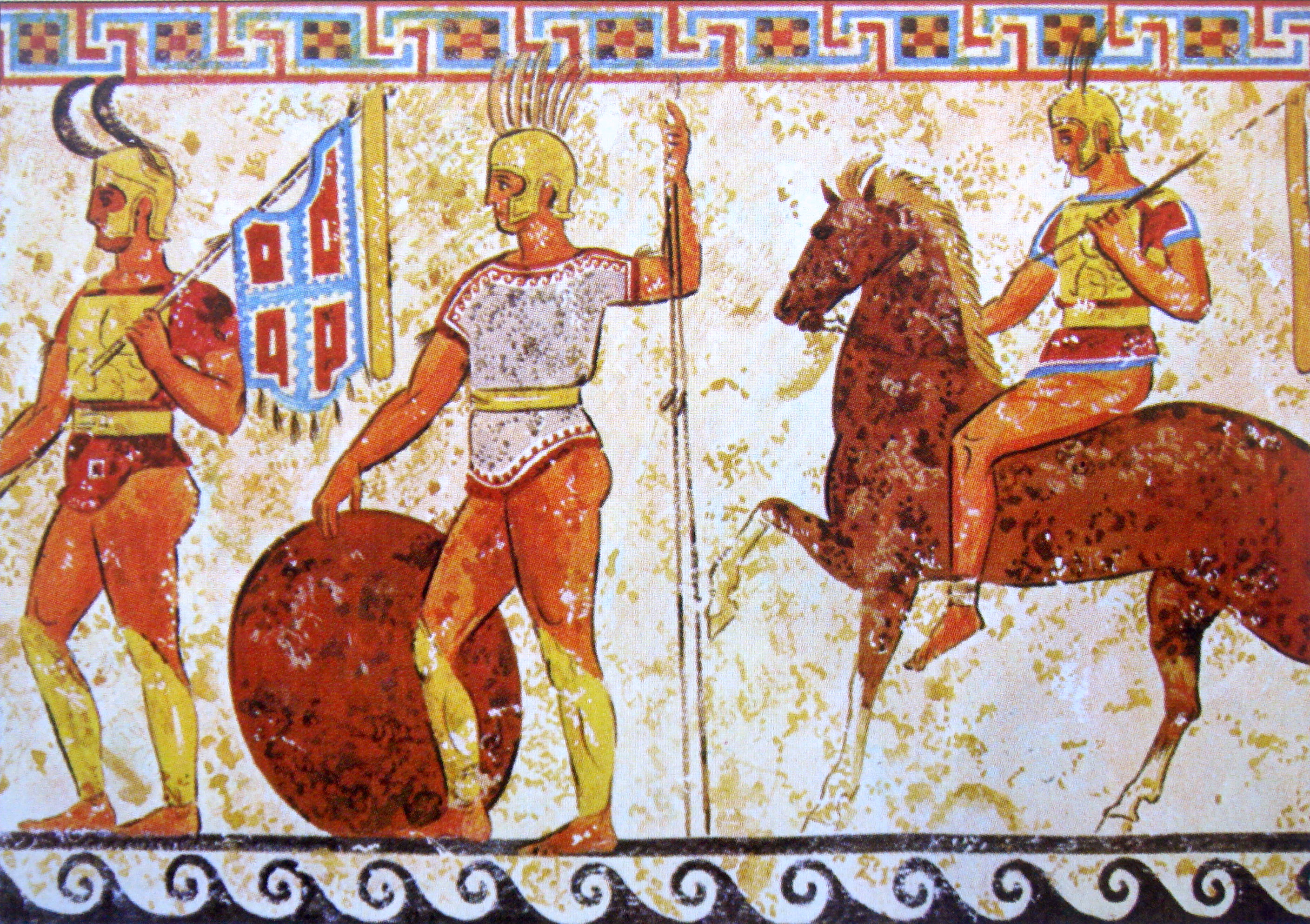
Самнітські воїни 4 ст. до н. е.

За розпорядженням народу обидва консула з двома військами у 343 р. до н. е. вийшли з Риму. Валерій попрямував в Кампанію (розташувався біля Гаури), а Корнелій у Самній (розташувався біля Сатікули). Але справжньої війни, мабуть, навіть не було, хоча Лівій розповідає про три битви на території Самнію і Кампанії. Розповідь складається із багатьох невідповідностей, тому деякі вчені навіть схильні заперечувати першу Самнітську війну взагалі. Але навряд чи потрібно йти так далеко. Ймовірно, війна дійсно була оголошена.
Самніти, вважаючи, що вся тяжкість удару буде завдана в районі Гаури встали на шляху Валерія. Консул першим кинувся на ворога, рубаючи всякого, хто попадався на шляху. Вчинилося велике побоїще, але ніхто й не думав про втечу. Римляни, відчуваючи уже брак сил і, що наближається ніч, з люттю кинулися на ворога. І уже наступного вони заволоділи самнітським табором. Таким чином, римське військо виграло тут перший бій. Проте, цю радість ледь не затьмарила велика невдача у Самнії. Справа в тому, що консул Корнелій, виступивши з Сатікули, з необережності завів військо в лісисті гори, через які можна було пройти тільки крізь ущелину, де з усіх боків засіли вороги. Публій Децій, військовий трибун, примітив серед гір піднесеність, яка була розташована над табором ворога. Отримавши на те від консула схвалення і загін, він потихеньку опинився вже поблизу потрібного місця. Спочатку Децій збирався з цього місця вдарити, але потім вирішив, що краще прорватися звідси. Децій та його люди вислизнули вночі, а вранці напали на непідготовлених самнітів, і, як повідомляє нам Лівій 30 тисяч з них було перебито, а табір розграбовано. Третя битва відбулася під Суессулою, де римляни при першому натиску перебили самнітів ще у їхніх таборах і влаштувати страшну різанину. Консулу принесли до 40 тисяч щитів, а військових знамен, разом із захопленими в таборі було близько 170. Кількість убитих самнітів і кількість поборів, взятих римлянами, явно були перебільшені. Завдяки такому успіху, фаліски, які уклали перемир'я, домагалися від сенату постійного договору. Латини, своєю чергою, звернули набране військо не на римлян, а на пелігнів. Чутки про успіх розійшлися за межі Італії, і карфагеняни відправили у Рим свої привітання, зокрема принесли в дар золотий вінок, щоб покласти його в храмі Юпітера Капітолійського.
У 342 р. до н. е. не повідомляється про жодну битву, втім джерела розповідаються про повстання частини солдатів. Ймовірно, кампанійці знову звернулися до Риму з проханням захистити їх від самнітів. Римські гарнізони, розкішно живучи у Кампанії, почали збиратися захопити тут контроль. Однак у 342 р. до н. е. консули виявили цю змову і запобігли можливий переворот. Валерій був призначений для боротьби із цим: йому вдалося переконати бунтівників скласти зброю і прийняти низку економічних, військових та політичних реформ. Ця подія нерідко оскаржується серед науковців, і цілком можливо, що весь наратив було створено, щоб забезпечити підґрунтя для важливих реформ, що пройшли цього року.
У 341 р. до н. е. один із римських консулів, Луцій Емілій Мамерк, вступив у Самнію і почав розоряти цю територію. Самнітські посли звернулися до римського сенату просити мир, наголошуючи на колишній угоді з римлянами, що на відміну від кампанійців, сформувалася у мирний час і, що самніти збираються йти на війну проти сідіцинів. Рим був готовий відновити колишній договір з самнітами. Стосовно сідіцинів, то сенат не мав заперечень, щоб самніти вели війну з ними на свій розсуд. Після укладення договору, консул негайно вивів римське військо із Самнію, попередньо стягнувши з самнітів річну платню і тримісячне утримання для воїнів, що було умовою перемир'я. Втім, багатство та робоча сила Кампанії, що дісталася римлянам була основним доповненням до їхньої сили. Але існують думки, що малоймовірно їм вдалося встановити таку домінуючу позицію в Кампанії без протистояння з самнітами. Після цього у 343 р. до н. е. ситуація загострилася так, що Рим почав війну з самнітами. Скориставшись ситуацією, Рим встановив своє панування над усім Лацієм — центральною частиною півострова, розпустивши при цьому Латинський союз, який свого часу нав'язував йому свою політику.
Однак у 341 році було укладено мир, у якому створено союз Риму, самнітів, сідіцинів та Капуа.

## Друга самнітська війна

### Передумови
Другій самнітській війні ряд союзів, які уклали сторони. Захопленням Капуї просування римлян в Кампанію не обмежилося. Захопивши Кампанію, Рим зіткнувся не тільки з самнітами долини Ліріса, але і з гірськими племенами власне Самнію. Для останніх захоплення римлянами Кампанії означало не тільки втрату об'єкта грабежів і важливого ринку найманців, а й втрату виходу до моря. Мабуть, в цей час в Неаполі, що зберіг грецьку культуру, загострилася боротьба аристократичної і демократичної партій. Паралельно ходили чутки, що самніти рушать з місця, як тільки повстануть кампанійці. Тому у 326 р. до н. е. Корнелій вирішив за краще розташуватися постійним табором у Кампанії. Публій повідомляє сенату, що 2 тисячі ноланських та 400 самнітських воїнів у Палеполі. Корнелій повідомляє, що весь Самній піднявся. Тоді вони вирішили відправити послів до самнітів, але отримали від них зухвалу відповідь: самніти почали звинувачувати римлян в утисках. Публій, своєю чергою, одразу ж зайняв вигідне місце між Палеполем і Неаполем і таким чином позбавив ворогів можливості надавати одна одній союзницьку. В основному друга Самнітська війна розпочалася внаслідок напруженості, що виникла через втручання римлян у Кампанію.

### Перебіг подій
У 326 р. до н. е. двоє провідних людей Неаполя, які були незадоволені поведінкою самнітів у місті, створили можливість римлянам взяти місто і закликали до відновлення дружби з Римом. Міста Алліфа, Калліфа і Руфрія були взяті римлянами. У 325 р. до н. е., коли війна з самнітами і зрада луканців давали сенату приводи для турбування, до них ще добавився союз вестінського племені з самнітами. Розпочалася війна про вестінів, яку очолив Юлій Брут. Луцію Фурію дістався Самній. Брут захопис спочатку Кутіну, а потім Цінгілію.
Диктатор Папірій підготував військо і пішов на Імбріній (це місце невідоме), зав'язалася битва з самнітами, що була успішною для римлян. Лівій розповідає, що цього дня було вбито 20 тисяч ворожих воїнів. Самніти почали просити миру, в результаті було укладено договір про надання кожному римському воїну одягу і річної платні. Втім, фактично договір укладено не було через суперечки про, власне його умови, тому самніти пішли з Риму, уклавши на рік перемир'я. У 323 р. до н. е. при консульстві Гая Сульпіція і Квінта Емілії виникла нова війна — в Апулії. Рим послав свої війська в обидві сторони: до самнітів (Сульпіцій) та до апулійців (Емілій). Землі Апулії і Самнію були спустошені, але ніде не було відкритої зустрічі з ворогом. Наступного року поширилися чутки ніби самніти набрали у сусідів найманців. Римське військо миттєво відреагувало на це, вирушивши до Самнію. Самніти не могли протистояти жаху, який наводила кіннота та натиску піхоти: одних перебили на місці, інші втекли.
321 р. до н. е. ознаменувався битвою в Кавдінській ущелині, де римляни потерпіли тяжке ураження. Римські легіони очолювали два консула — Тит Вертурій і Спурій Постумій. Римляни йшли на допомогу союзному місту Луцерії і вибрали коротку дорогу через Кавдінську ущелину. Самніти, своєю чергою, влаштували засідку, перегородили вхід і вихід з ущелини завалами з дерев і каменів. Римська армія опинилася в пастці без запасів продовольства. Пробитися з оточення не було ніякої можливості і через кілька днів римляни здалися. Полководець самнітів Понтій не міг ухвалити рішення, що робити з римлянами і звернувся за порадою до батька. Його батько, Геренній Понтій, порадив або перебити всіх римлян, щоб повністю викорінити ворогів, або відпустити всіх на свободу, щоб придбати друзів і союзників. Син вибрав проміжний варіант. Всіх римлян, без зброї і роздягнених вивели з Кавдінської ущелини і «провели під ярмом». Після чого відпустили додому, залишивши в заручниках вершників. Тим самим самніти і не знищили ворогів і не придбали союзників. Тепер для римлян на першому місці була помста. Через деякий час римляни здобули нові перемоги над самнітами, зокрема взяли Луцерію в 320 р до н. е. і своєю чергою «прогнали» самнітів під ярмом.
У 319 р. до н. е. консул Квінт Емілій Барбула захопив Ферентіум. У 318 р. до н. е. посланці з самнітських міст вирушили до Риму, прагнули оновити договір. Втім, їм було відмовлено, але дворічне перемир'я було надано. Апулійські міста Теанум і Канузіум, були підкорені. У 317 р. до н. е. Квінт Емілій Барбула взяв Нерулум у Луканії. Наприкінці 316 р. до н. е. Луцій Емілій почав облогу Сатікули і римляни здобули хоча не швидку, але повну перемогу. Самніти, щоб відплатити ворогові тією ж монетою, самі взяли в облогу союзну римлянам Плістіку. Тим часом Фабій прибув з підкріпленням під Сатікулу. Натомість самніти залиши Плістіку і призвали нові війська. Але в ході дій самніти, втративши воєначальника і випробувавши свої сили в кінному бою, залишили Сатікулу, визнаючи тим самим, що спроби захистити її марні, і знову взялися за облогу Плістікі, так що через кілька днів Сатікула після здачі виявилася в руках римлян, а Плістіка — після нападу — в руках самнітів. У 314 р. до н. е. Луцерія перейшла на сторону і під владу самнітів. Але римляни покарали зрадників: римське військо одразу напало на місто, нещадно перебили його жителів та самнітів.
Самніти розраховували на відходження Кампанії від Риму, тому з Апулії вони повернулися в Кавдію, щоб при будь-якій смуті, якщо випаде нагода відняти у римлян Капую. Така нагода випала — самніти спробували захопити місто, однак римляни взяли вверх над самнітами. За повідомленнями Лівія, вбито або взято в полон було близько 30 тисяч самнітів. Після настільки блискучої перемоги, римляни у 313 р. до н. е. рушили на облогу Бовіана. Почувши про захоплення самнітами фрегелльської фортеці, вони залишили Бовіан і кинулися до Фрегеллів. Повернувши їх собі без бою, римляни залишили в місті сильну охорону і повернулися звідти в Кампанію, головним чином, щоб відбити Нолу. Оглянувши розташування міста, диктатор наказав спалити всі прилеглі до стін будівлі і незабаром Нола була взята.
Війна з самнітами була практично завершена, але згодом поширилися чутки про війну з етрусками (312 р. до н. е.) Під час подій в Етрурії, консул Гай Марцій Рутул наступом відняв у самнітів Аліфи (Кампанія). Квінт Фабій загнав самнітів у табір, і уже вранці почалася здача. Було поставлено умову, щоб самніти вийшли з табору в одних туніках і всіх їх «прогнали» під ярмом. У 305 р. до н. е. самніти здійснювали набіги на Сателлатське поле в кампанійських володіннях. Одні повідомляють, що самніти були безсумнівно розбиті і 20 тисяч взято в полон. Інші, що вони залишили поле битви. У самнітів відбили Сору, Арпіне і Цезеннію. У 304 р. до н. е. самніти відправили своїх послів у Рим для переговорів, щоб добиватися врешті-решт кінця війни чи її відтермінування. Сенат відповів, що якби самніти не просили так часто миру, готуючись тим самим до війни, можна було б вести подібні переговори. Щоб самніти їх черговий раз не обманули, до Самнію було відправлено римського консула, який зустрів там лише мирних жителів. Тому старий договір з самнітами відновили, але без його терміну. В результаті другої Самнітскої війни сфера впливу римлян розширилася: кампанійські міста, включаючи Неаполь і Нолу, а також сабелльскі племена, які жили навколо Фуцінського озера, стали римськими союзниками. Всі вони позбавлялися права на самостійну зовнішню політику, римська територія збільшилася за рахунок кампанійців, вольсків і еквів.

## Третя самнітська війна

### Передумови
Щоби повернути владу, втрачену у попередніх війнах, самніти укладають ряд союзів з умбрами, сабінами, лукарнами та кельтами. Мир між римлянами та самнітами був недовготривалий і через 6 років військові дії відновилися. Початком нових військових дій слід вважати 299 р. до н. е. у Північну Італію через Альпи просунулися нові маси галлів. Тут вони об'єдналися з цізальпінськими галлами, які направили їх в римські межі. Шлях галлів йшов через Етрурію, і етруски примкнули до антиримського походу. Спустошивши римські території, вони пішли з багатою здобиччю. В цей час загострилися відносини з самнітами, що сподівались посилити свій вплив на Луканію, коли увага римлян була зосереджена більше на півночі. Коаліція ворогів представляла смертельну загрозу для Риму. У 298 р. до н. е. до консулів з'явилися посли з Луканії зі скаргою на самнітів: вони вторглися в їхні землі. Луканці просили сенаторів прийняти їх під римське заступництво. Було укладено договір, а від самнітів вимагали відшкодування. Феціали пішли до самнітів з наказом забиратися з Луканії, на що ті відповіли, феціалам не повернутися неушкодженими, якщо вони з'являться в одній з рад Самнію. Сенат визнав це достатнім приводом для оголошення війни (298 р. до н. е.)

### Перебіг подій
У 298 р. до н. е. консули поділили між собою воєнні області: Публію Сціпіону дісталася Етрурія, Луцію Фульвію — Самній і вони вирушили кожен на свою війну. Фульвію вдалося перемогти самнітів під Бовіаном, а згодом захопив і Ауфідену. У 297 р. до н. е. до Риму прибули посли і сповістили, що народи Етрурії думають про мир. І тоді всі сили римлян були направлені на Самній. Квінт Фабій повів своє військо через Соран, а Публій Децій через територію сідіцинів. Самнітська армія готувалася протистояти їм біля Тіфеннума, але римляни перемогли. Згідно Лівію, було вбито 3400 осіб, взято в полон близько 830 осіб. Апулійці, ймовірно прагнули приєднатися до самнітів, втім Децій у 296 р. до н. е. став проти них табором біля Малевенту і розбив ущент (було убито 2 тисячі апулійців). Поява апулійської армії у Малевентумі є дивним, оскільки нічого не відомо про ворожість Апулії до Риму з моменту укладання миру в 312 р. до н. е. Проте апулійці, можливо, були спровоковані на війну під час кампанії Барбатуса минулого року. У цьому ж році Публій Децій повів своє військо, щоб захопити сильне місто Мурганцію. Буквально за один день йому вдалося це зробити, 2 тисячі самнітів було взято у полон. Згодом, без жодного зволікання вони успішно взяли Фарентін.
Тим часом у Етрурії багато племен піднялось на війну проти римлян, призвідником якої був самніт Геллій Егнацій. Коли ця звістка донеслась у Рим, консул Луцій Волумній з другим і третім легіонами і 15 союзниками направився у Самній, за Аппієм Клавдієм йшли перший і четвертий римські легіони і 20 тисяч союзників. Ворог не міг протистояти надзвичайній силі, яка ринула на них, тому їх розгромили. 7 900 було вбито і 2 100 були захоплені в полон. Це, до речі, перший раз, коли Лівій дає подробиці про римські та союзницькі сили під час Самнітських воєн. Етруски, своєю чергою, почали закликати до повстання і самнітів, і умбрів, і галлів. Сенат наказав набрати якомога більше військо, щоб захищати Рим і поставили претором Публія Семпронія. У 295 р. до н. е. в Клузії (Етрурія) з'явилися сенонські галли і оточили римський легіон, що там і загинув. Переваливши Апенніни, в околицях Сентіна (в районі Марші, поблизу сучасного Сассоферрато) консули зустріли противників: самніти об'єдналися з галлами, а етруски з умбріями. Самніти і галли мали розпочати битву, а етруски і умбри в розпал битви повинні були напасти на римський табір. Фабій, проінформований про цей план, наказав рухатися військам в сторону етруських володінь. Це змусило етрусків поспішити на захист своїх територій. Цим скористалися римляни, які вирішили дати битву за відсутності етрусків. Якби тут опинилися етруски та умбри, то римляни б не минули поразки. Під керівництвом Фабія римляни відбивали напади, а не самі нападали. Децій ж схильний до більш рішучих дій, відразу ж кинув в битву всі сили. Двічі їм вдалося відбити натиск галлів, однак наступний натиск призвів до багатьох втрат у римських легіонах. Тут загинув Публій Децій. Втративши вождя, римляни стали ще більш рішучими і хотіли почати нову битву. Поки римляни відновлювали сили, сюди прийшли Луцій Корнелій Сципіон і Гай Марцій, послані на підмогу за наказом Квінта Фабія з підкріпленнями з задніх рядів війська. Успіх посміхнувся римлянам, їм вдалося перемогти у цій битві. Фабій, своєю чергою, наказав кінноті вести загони в обхід самнітського крила, щоб вдарити з усією силою. Своїм легіонерам він наказав просуватися вперед і тіснити ворога. І самніти не витримали натиску: вони втекли до табору. Фабій попрямував до самнітського табору, ті спробували відбиватися, проте тут помер самнітський полководець — Геллій Егнацій. Нарешті самнітів загнали за вал, і після короткої боротьби табір був узятий, а галлів обійшли з тилу. 25 тисяч ворогів було перебито, 8 тисяч потрапило в полон. Але перемога не була безкровною: з війська Деція полягло 7 тисяч, а з Фабієвого — 1700.
Битва при Сентині, по суті, вирішила результат війни. Союз супротивників Риму розпався. Залишки галлів і самнітів відступили в різних напрямках: одні — на північ, інші — на південь, а етруські міста, які брали участь в антиримському русі, змушені були погодитися на 40-річне перемир'я з сплатою великої контрибуції. У Самнію боротьба тривала ще кілька років. Римляни систематично вели наступи, закріплюючи їх колоніями. Окремі невдачі не послаблювали явного успіху римської зброї. У 293 р. до н. е. самніти зазнали найбільшої поразки, після якої вони вже не могли оговтатися. Три роки по тому Маній Курій Дентат, консул 290 р. до н. е., один з найбільших демократичних діячів Риму, довершив розгром народу, що так довго боровся за свою свободу. Самнітам на правах римських союзників була залишена тільки невелика територія з центром у місті Бовіан. Таким чином, Рим зайняв панівне становище в Середній Італії. Залишалося підкорити південь півострова, який контролювався містом-державою Таренто і сусідніми містами-васалами. Їх боротьбу з Римом очолював Пірр, цар Епіра (його ім'я залишилося в історії в вислові «піррова перемога»). Об'єднані війська тарентійців, зі знаменитими бойовими слонами Пірра в авангарді, висунулися назустріч римлянам і навіть здобули кілька перемог, але в 271 р. до н. е. були розгромлені. З перемогою над тарентійцями Рим значно розширив власні території, перетворившись на могутню середземноморську державу.
У сучасних дослідженнях зачисляють наступні війни проти кельтів та етрусків (285 до 280 до н. е.) і Піррову війну 282 до 272 до н. е. також до самнітських воєн, оскільки в них брали участь поряд з іншими племенами і самніти.